# Râul Grui
Râul Grui este un curs de apă, afluent al râului Amaradia. 